# Merkbarkeit
Der Begriff Merkbarkeit beschreibt das Ausmaß, in dem ein Nutzer, z. B. Verbraucher oder Kunde, eine Information wiedererkennen und sich damit identifizieren kann.

## Einordnung
Für Lieferanten von Waren und Dienstleistungen, allgemein Produkten, besteht ein enger Zusammenhang zwischen der Merkbarkeit und den Gesetzen des im Markt üblichen Wettbewerbs. Merkbarkeit ist ein bedeutendes Kriterium für
- Qualität einer Information,
- Verfügbarkeit des dahinterstehenden Produkts.

Unabhängig davon besteht immer die Frage nach einem Zuwenig bzw. einem Zuviel an Information. Soll man etwa von der Wikipedia sprechen oder stattdessen von de.wikipedia.org? Diese Variante enthält eine zusätzliche Information technischer Art, die allerdings nicht alle Beteiligten interessiert.

## Wiedererkennung und Bearbeitung
Für den Menschen ist bei der Mustererkennung zunächst zu unterscheiden zwischen
- bildlichen/grafischen Informationen, wie (Logo),
- alphanumerischen bzw. numerischen Informationen.

Grafische Informationen werden in der Datenverarbeitung meist durch Maus-Eingabe gepflegt, (alpha)numerische durch Tastatur-Eingabe. Ein Spezialfall numerischer Information ist die Angabe von Zeiten (Zeitpunkt, Zeitspanne).

## Beispiele
Beispiele für gute Merkbarkeit bei Öffnungszeiten und Fahrplänen sind:
- Mo-Sa 8-20 Uhr: Öffnungszeit einiger Lebensmittel-Ketten,
- Zur vollen Stunde: Abfahrt der OEG in Schriesheim.

Der offensichtliche Vorteil gegenüber anderen Lösungen besteht in Kürze und Prägnanz der Darstellung. Die Wirksamkeit dieser Identifizierung bei Kunden zeigt sich in der Handlungsweise von Lebensmittelketten: Kurz nachdem eine von ihnen die einprägsamen Öffnungszeiten eingeführt hatte, zogen viele andere nach. 

## Gegenbeispiele
Gründe für die Inkaufnahme schlechterer Merkbarkeit sind beispielsweise:
- Behördenöffnungszeiten: Ein bestimmter Wochentag ist für Berufstätige vorgesehen.
- Fahrpläne: Optimierung von Dienstplänen sowie der Auslastung von Fahrzeugen.

Für einen merkbaren Fahrplan genügt es beispielsweise nicht, tagsüber einen durchgehenden Takt und abends einen anderen durchgehenden Takt bereitzustellen; vielmehr müssen stattdessen beide Fahrpläne Gemeinsamkeiten aufweisen, aus denen die jeweiligen Fahrten jederzeit ohne langes Nachdenken herleitbar sind; die S-Bahn Stuttgart bietet dazu das Paradebeispiel. Die gleichmäßige Auslastung von Strecken und Fahrzeugen (Stetigkeit) stellt eine ebenfalls der Verfügbarkeit dienliche (und oft wichtigere) Forderung dar und steht der Merkbarkeit mitunter entgegen.